# Армована клейка стрічка

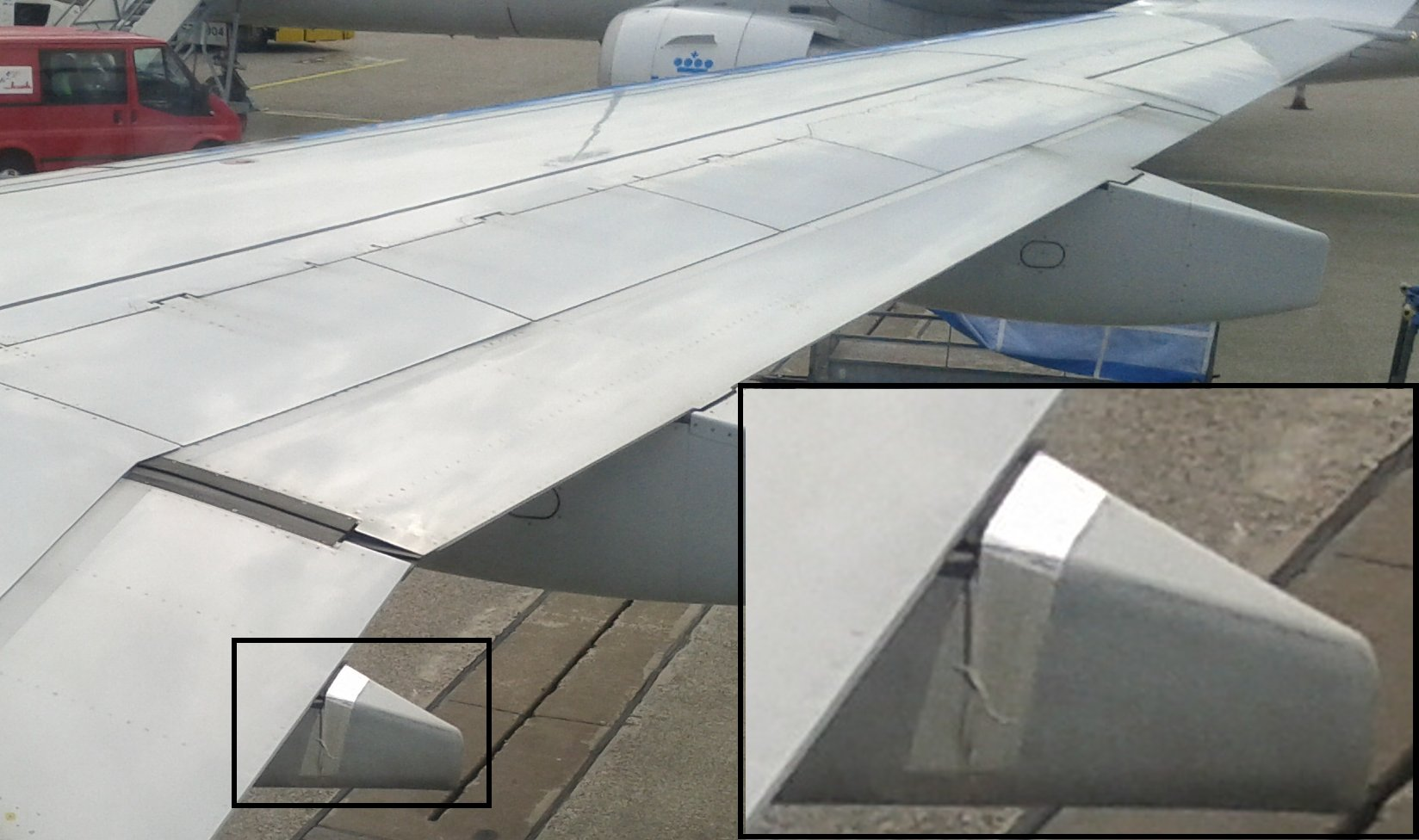

Армо́вана кле́йка стрі́чка (стрічка алюмінієва клейка армована, англ. speed tape) — алюмінієва клейка стрічка, що витримує певне навантаження та використовується для тимчасового дрібного ремонту літаків і гоночних автомобілів.
Зовні армована алюмінієва стрічка схожа на канцелярську або будівельну клейку стрічку, ремонт крила або фюзеляжу літака за її допомогою іноді помилково сприймається за остаточний та «швидкий», звідки походить англомовна назва — «швидкий скотч».
В Україні також використовуються назви: стрічка (скотч) фольгована армована, алюмінієва армована тощо.

## Використання
Армована клейка стрічка іноді використовується для захисту герметика до його затвердіння або для склеювання некритичних компонентів літального апарата. Також глинцева стрічка може бути використана для заклеювання пошкоджень бойових літаків.
Використання такої стрічки повинно бути дозволено інженерними командами та відповідати певним вимогам.

## Властивості
Залежно від використовуваного клейового шару, стрічка може бути стійкою до води та інших розчинників або — протягом нетривалого часу — до вогню, тепла чи УФ-світла. В залежності від температури (від -54 °C до +149 °C), армована клейка стрічка також може розширюватися та стискатися.
Зазвичай «швидка стрічка» виконується із силіконового або акрилового клею на тканинній та алюмінієвій основи.